# Droyßig
Droyßig è un comune tedesco di 1 910 abitanti situato nel land della Sassonia-Anhalt.
Il 1º gennaio 2010 vi è stato aggregato il comune di Weißenborn.